# قائمة ملاعب كرة القدم في الإمارات العربية المتحدة
أنشأت دولة الإمارات العديد من الملاعب الرياضية في السنوات الماضية من أجل العديد من الأحداث الرياضية التي استضافتها الدولة، حيث نظمت الإمارات بطولة كأس العالم للشباب 2003 وكأس آسيا عامي 1996 و2019 وبطولات كأس العالم للأندية في عدة سنوات.

## القائمة
هذه قائمة بالملاعب الرياضية مقسمة طبقاً للأندية في الدرجات العليا في الإمارات.
| الملعب                      | النادي           | الإمارة          | المدينة     | الصورة | السعة  | معلومات | المصادر     |
| --------------------------- | ---------------- | ---------------- | ----------- | ------ | ------ | --- | ----------- |
| ملعب مدينة زايد الرياضية    | —                | إمارة أبو ظبي    | أبو ظبي     |        | 44,250 | يستضيف ملعب مدينة زايد الرياضية مباريات المنتخب الإماراتي، بالإضافة إلي استضافته العديد من النهائيات مثل نهائي كأس آسيا 1996 و2019 ونهائي كأس الخليج العربي 2007 ونهائي كأس العالم للشباب 2003 و نهائيات كأس العالم للأندية أعوام 2009 و2010 و2017 و2018 | [ 1 ]       |
| ستاد راشد بن سعيد           | عجمان            | إمارة عجمان      | عجمان       |        | 10,000 | يعرف أيضًا باسم ملعب عجمان | [ 2 ] [ 3 ] |
| استاد هزاع بن زايد          | العين            | إمارة أبو ظبي    | العين       |        | 25,965 | من أحدث ملاعب الإمارات. | [ 4 ]       |
| ملعب حمدان بن زايد          | الظفرة           | إمارة أبو ظبي    | مدينة زايد  |        | 5,020  | يعرف أيضًا باسم ملعب الظفرة. | [ 5 ]       |
| ستاد محمد بن زايد           | الجزيرة          | إمارة أبو ظبي    | أبو ظبي     |        | 42,056 | يلعب المنتخب الوطني الإماراتي مبارياته الدولية علي هذا الملعب. | [ 6 ]       |
| ملعب آل مكتوم               | النصر            | إمارة دبي        | دبي         |        | 12,000 | | [ 7 ]       |
| استاد خليفة بن زايد         | العين            | إمارة أبو ظبي    | العين       |        | 16,000 | |             |
| ملعب نادي الفجيرة           | العروبة، الفجيرة | إمارة الفجيرة    | الفجيرة     |        | 6,000  | يُعرف أيضًا باسم ملعب الفجيرة، ويلعب نادي العروبة علي ستاد الفجيرة نظراً لعدم توافق ملعبه مع اشتراطات دوري المحترفين. | [ 8 ]       |
| استاد آل نهيان              | الوحدة           | إمارة أبو ظبي    | أبو ظبي     |        | 12,000 | | [ 9 ]       |
| ملعب زعبيل                  | الوصل            | إمارة دبي        | دبي         |        | 18,000 | | [ 10 ]      |
| ملعب مكتوم بن راشد آل مكتوم | الشباب           | إمارة دبي        | دبي         |        | 18,000 | |             |
| ملعب بني ياس                | بني ياس          | إمارة أبو ظبي    | بني ياس     |        | 9,570  | | [ 11 ]      |
| ملعب نادي الإمارات          | الإمارات         | إمارة رأس الخيمة | رأس الخيمة  |        | 3,000  | | [ 12 ]      |
| ملعب نادي اتحاد كلباء       | اتحاد كلباء      | إمارة الشارقة    | كلباء       |        | 6,000  | | [ 13 ]      |
| استاد صقر بن محمد القاسمي   | خورفكان          | إمارة الشارقة    | خورفكان     |        | 7,500  | | [ 14 ]      |
| ملعب آل راشد                | شباب الأهلي      | إمارة دبي        | دبي         |        | 12,000 | | [ 15 ]      |
| استاد الشارقة               | الشارقة          | إمارة الشارقة    | الشارقة     |        | 18,000 | | [ 16 ]      |
| استاد دبا                   | دبا الفجيرة      | إمارة الفجيرة    | دبا الفجيرة |        | 10,000 | |             |
| ستاد خالد بن محمد           | الشارقة          | إمارة الشارقة    | الشارقة     |        | 10,000 | |             |
| ملعب نادي ضباط الشرطة       |                  | إمارة دبي        | دبي         |        | 7,500  | |             |
| ملعب طحنون بن محمد          |                  | إمارة أبو ظبي    | العين       |        | 15,000 | |             |
| استاد ذا سيفنز              |                  | إمارة دبي        | دبي         |        | 44,000 | |             |